# Waipahu
Waipahu é uma Região censo-designada localizada no estado americano do Havaí, no Condado de Honolulu.

## História
Em 1897, a Oahu Sugar Company foi incorporada, e seu conselho de administração localizou a usina de açúcar em Waipahu. Ela tinha 943 trabalhadores de campo. Havia 44 havaianos, incluindo 10 menores; 57 portugueses; 443 japoneses, 408 deles trabalhadores contratados; e 399 chineses, 374 dos quais eram trabalhadores contratados. Os gerentes da empresa de 1897 a 1940 foram August Ahrens (1897–1904), E.K. Bull (1904–1919), J.B. Thomson (1919–1923), E.W. Greene (1923–1937), e Hans L'Orange (1937–1956).
Nos primeiros dias da plantação, cada trabalhador recebia um número inscrito em um disco de metal do tamanho de um dólar de prata. Os números de 1 a 899 identificavam estrangeiros japoneses; 900 a 1400 eram japoneses cidadãos americanos ou nascidos no Havaí. As séries de 2000 e 2100 eram trabalhadores portugueses, 2200 espanhóis, 2300 havaianos, 2400 porto-riquenhos, 3000 chineses ou coreanos, 4000 e 5000 filipinos. A empresa importava trabalhadores de muitos países diferentes, incluindo Filipinas, Japão, China, Portugal e Noruega. Pouquíssimos trabalhadores que trabalhavam para a Oahu Sugar Co. eram havaianos. A maioria dos primeiros trabalhadores da empresa eram japoneses ou chineses. Os trabalhadores da plantação viviam pelo que era chamado de Sistema de Plantação. Os trabalhadores de campo recebiam um salário médio mensal de US$ 12,50. No entanto, os imigrantes filipinos recebiam menos do que os outros trabalhadores porque eram os mais baratos para importar. Os filipinos, em média, ganhavam menos de $10,00 por mês. Os chineses geralmente eram os mais bem pagos, com uma média mensal de $15,00.

## Geografia
De acordo com o United States Census Bureau, a localidade tem uma área de 7 km².

### Localidades na vizinhança
O diagrama seguinte representa as localidades num raio de 8 km ao redor de Waipahu.

## Demografia
Segundo o censo nacional de 2010, a sua população é de 38 216 habitantes e sua densidade populacional é de 5 269,74 hab/km². É a quinta localidade mais populosa do estado. Possui 8 850 residências, que resulta em uma densidade de 1 220,36 residências/km².